# Peking–Tajpej nagysebességű vasúti folyosó
A Peking–Tajpej nagysebességű vasúti folyosó (egyszerűsített kínai írással: 京台高速铁路; hagyományos kínai írással: 京台高速鐵路; pinjin: Jīngtái Gāosù Tiělù) (más néven Peking–Fuzhou nagysebességű vasútvonal (egyszerűsített kínai írással: 京福高速铁路; hagyományos kínai írással: 京福高速鐵路; pinyin: Jīngfú Gāosù Tiělù) Tajvan politikai státusza miatt), egy részben elkészült nagysebességű vasúti folyosó, amely a kínai fővárost, Pekinget és a tajvani Tajpejt hivatott összekötni.

## Útvonal
A vonal a következő vasútvonalakkal közös pályán halad:
- Peking–Sanghaj nagysebességű vasútvonal Peking és Pengpu között;
- Hofej–Pengpu nagysebességű vasútvonal Pengpu és Hofej között;
- Hofej–Fucsou nagysebességű vasútvonal Hofej és Fucsou között;
- Fucsou–Pingtan-vasútvonal Fucsou és Pingtan között;
- Pingtan–Hszincsu nagysebességű vasútvonal Pingtan és Hszincsu között.

Ezt követően a kínai kormány által javasolt tenger alatti alagúton haladna át, amely összekötné Pingtant és Hszincsut. A Hszincsu és Tajpej közötti tajvani nagysebességű vasútvonallal közös pályán haladna.
A projekttervezés egyoldalú, Tajvan részvétele nélkül történik, amelyet a Kínai Népköztársaság magáénak vall, de soha nem ellenőrizte. A vasút Tajvan felé tartó Pingtan-Tajpej szakaszát a Fucsou-Pingtan szakasz építési dokumentumaiban "lehetséges hosszú távú jövőbeli bővítésekként" említik.

## Párhuzamos folyosók
A kínai kormány a Peking–Hongkong (Tajpej) folyosót párhuzamos vasúti folyosóként tervezte. A folyosó Hengshui, Shangqiu, Hefei és Fucsou városokon halad majd keresztül.

## Folytatása
A tervet, a Tajvani-szoros alagút projektjével együtt, széles körben kigúnyolták Tajvanon.